# Rio Capanema
O rio Capanema é um curso de água de 197 km que banha o estado do Paraná. 
É um rio de águas barrentas, cheias de sedimento. Seu curso é muito sinuoso, está encaixado entre vales basálticos, tendo poucas lavouras ao seu redor, sendo muito limpo e próprio para banho. Suas águas são usadas para recreação.

## Etimologia
O nome foi escolhido em homenagem ao cientista natural e engenheiro brasileiro Guilherme Schüch, Barão de Capanema, que foi o organizador e primeiro diretor dos telégrafos no Brasil. Ele participou da resolução do conflito entre o Brasil e a Argentina sobre a disputa pelo território de Palmas, como membro da delegação de negociação brasileira. A Questão de Palmas foi finalmente resolvida em 1895, em favor do Brasil, por mediação do presidente dos Estados Unidos, Grover Cleveland.O governo brasileiro então constituiu uma comissão para investigar a área. Esta comissão deu nomes de personalidades importantes da área de tecnologia e política aos afluentes até então sem nome do rio Iguaçu (rios Ampére, Andrada, Benjamin Constant, Capanema, Cotegipe, Floriano, Gonçalves Dias, Siemens ou Silva Jardim).